# Stephen Pate
Stephen Pate (* 25. Januar 1964 in Melbourne, Australien) ist ein ehemaliger australischer Radrennfahrer und Weltmeister.
Stephen Pate war ein Allrounder auf der Radrennbahn: 1988 in Gent wurde er Weltmeister im Bahn-Sprint. 1990 in Maebashi wurde er WM-Dritter im Sprint, 1992 Zweiter im Keirin in Valencia, 1993 in Hamar Zweiter im Tandem sowie 1996 in Manchester Zweiter im Madison (mit Scott McGrory).
1993 gewann Pate mit Tony Davis das Sechstagerennen von Nouméa. 1997 gewann er die nationale Meisterschaft im Kriterium. 1998 wurde er Australischer Meister im Madison (mit Matthew Allan). Er stellte Weltrekorde über 1000, 500 und 200 Meter auf.
Stephen Pate galt in seiner aktiven Zeit als „madman on the bike“. Er stach durch Kleidung und Haartracht hervor, trank Alkohol, nahm Drogen und wurde schließlich bei den UCI-Bahn-Weltmeisterschaften 1991 in Stuttgart positiv auf Steroide getestet, woraufhin ihm die WM-Bronze-Medaille im Sprint aberkannt wurde. In Japan, wo er mehrere Jahre an den Keirin-Serien teilnahm, war er wegen seiner unkonventionellen Art sehr populär. Seine Doping- und andere Verfehlungen führten jedoch dazu, dass er im australischen Radsportverband nicht sonderlich beliebt war und niemals für die Olympischen Spiele nominiert wurde.
Nachdem Pate 2000 erneut nicht für die Olympischen Spiele, in seinem Heimatland, nominiert worden war, obwohl er australischer Meister war, trat er vom Radsport zurück. In folgenden Jahren kam es mehrfach zu Anklagen gegen ihn wegen Trunkenheit und Gewalttätigkeit gegen seine Ehefrau, weshalb er auch einige Zeit im Gefängnis verbringen musste.

## Erfolge
1988
- Weltmeister – Sprint
- Austral Wheel Race

1990
- Weltmeisterschaft – Sprint

1992
- Weltmeisterschaft – Keirin

1993
- Weltmeisterschaft – Tandem (mit Danny Day)
- Sechstagerennen von Nouméa

1995
- Australischer Meister – Zweier-Mannschaftsfahren (mit Scott McGrory)

1996
- Weltmeisterschaft – Zweier-Mannschaftsfahren (mit Scott McGrory)
- eine Etappe Herald Sun Tour

1997
- Australischer Meister – Zweier-Mannschaftsfahren (mit Brett Aitken)
- Australischer Meister – Kriterium

1998
- Australischer Meister – Zweier-Mannschaftsfahren (mit Matthew Allan)

2000
- Australischer Meister – Zweier-Mannschaftsfahren (mit Baden Cooke)